# Ginaea
Ginaea là một chi bướm đêm thuộc họ Erebidae.